# Baron, Gard
Baron là một xã ở trong tỉnh Gard ở miền bắc nước Pháp.
Thị trấn này có diện tích 10,06 km², dân số năm 1999 là 229 người. Khu vực này có độ cao trung bình 200 mét trên mực nước biển.